# Сажотрус
Сажотру́с, діал. комина́р, коминя́р — стародавня професія. Завданням сажотруса є перевірка та очистка димоходу (комина) в печі, каміні, топці котла для забезпечення вільного виходу продуктів згоряння, а також систем вентиляції для забезпечення нормальної життєдіяльності людини. Найчастіше люди даної професії зустрічаються в країнах Північної Європи, наприклад Німеччині.
Сажотрусами зазвичай ставали люди субтильної статури, нерідко на цю роботу брали підлітків, оскільки сажотрусові часто треба було залізти всередину труби. Оскільки професія ця носила якийсь відбиток таємничості (вимазані сажею обличчя виглядало як маска, саму роботу сажотруса ніхто не бачив) з сажотрусами пов'язані деякі забобони, переважно добрі. Зустріти сажотруса вважалося доброю прикметою. А щоб удача напевно знала кого ощасливити, треба було доторкнутися до сажотруса і вимазати в сажі руку.

## Історія
Професія сажотруса почала своє існування імовірно в Німеччині. Однак батьківщиною сажотруса є Данія.
Першою будівлею, де прочистили димоходи, був замок короля Крістіана IV в Копенгагені. Сталося це в 1639 році, чищенням димоходів займався литовець Гудманд Ольсен.
У 1728 році в Копенгагені трапилася велика пожежа, яка знищила майже половину цього міста, після якої проблема тяги камінів і печей вийшла на державний рівень.
У 1731 році був призначений перший професійний сажотрус Данського королівства — Андреас Ніешке родом із Сілезії.
11 лютого 1778 вийшов указ Крістіана VII про створення ремісничого цеху данських сажотрусів.
У 1917 році були організовані спеціальні курси сажотрусів при Данському технологічному інституті.
У 1974 році в місті Тендер на півдні Ютландії відкрилася школа сажотрусів. Термін навчання — чотири роки. У програму входить:
- вивчення техніки очищення
- основи опалення та вентиляції
- математика
- природничі науки
- економіка

## Гільдія сажотрусів України
Гільдія Сажотрусів України створена для того, щоб сприяти об'єднанню сажотрусів по всій території України та  повернути професії сажотруса втрачений престиж. Гільдія Сажотрусів України хоче привернути увагу до необхідності професійної освіти сажотрусів і державного регулювання цієї сфери, що має включати в себе як контроль трубопічних робіт, так і просвітництво населення щодо вимог до утримання та обслуговування димоходів камінів, котлів та камінів.

## Інтернет-ресурси
- Чистка груби.